# Узнемирени људи
Узнемирени људи (швед. Folk med ångest; енгл. Anxious People) роман је Фредрика Бакмана (швед. Fredrik Backman), шведског колумнисте, блогера и писца. Роман је написан 2019. године, а преведен на српски језик 2020. године. Фредрик Бакман дебитовао је у књижевности 2012. године, када је објавио светски феномен Човек по имену Уве који је продат у више од 4 милиона примерака. После светског хита Човек по имену Уве и романа Моја бака вам се извињава, Бакман је написао још један роман на забаван и дирљив начин. Узнемирени људи је роман којем ћете се смејати, али то је у ствари прича о људима који пате и боре се с сопственим болом.

## О делу
Група људи је дан уочи дочека Нове године разгледала стан који се нуди на продају. Током разгледања стана упао је маскирани пљачкаш и дошло је до талачке кризе. Маскирани пљачкаш је био наоружан пиштољем који није изгледао као прави. Пре упада у стан, покушао је да опљачка банку која је безготовински пословала. Али пљачкаш је тражио само своту довољну за месечно изнајмљивање стана, а није знао да је банка безготовинска. Ово је забавна прича о превари, али је и дивна људска прича о животу и смрти где су приказане емоције. 
Бакман кроз низ апсурдних ситуација продире у срж проблема различитих људи који су актери у овом роману. Роман је пун фантастичних дијалога који омогућава читаоцу да утоне у потпуности у различите судбине људи. Људи су често с маскама које не могу да скину и да разоткрију своја стварна осећања. Ово је узбудљива комедија са много неочекиваних заплета где нам писац на духовит начин износи дубоке патње људи. 
Забавна прича о превари и обмани је прича о љубави и смрти. И оно што је најважније, увек нам писац пружа неку наду да ће се нешто у животу преокренути и да није све тако црно.
После упада полиције у стан, затиче га празног. И ту почиње откривање судбина људи који су били на разгледању.
Сваки роман Фредрика Бакмана личи на неки мозаик који се ради споро, плански, по детаљном нацрту. Али читалац сам ствара нову слику, а не по детаљном ауторовом плану.

### Ликови
- Агенткиња за некретнине агенције Шта има; иритантна особа која не преза да нуди понуде за продају стана и у најгорој ситуацији по таоце.
- Јулија и Ру, пар који очекује бебу. Јулија је трудна, пред порођајем, а Ру чува птице и засмејава своју супругу.
- Естела, бака која не може да прежали свог супруга Кента који је умро, али она другим то не признаје.
- Психолошкиња Надија која је као девојчица хтела да скочи са моста, али ју је један дечак спасао.
- Зара, иритантна шефица банке која не може себи да опрости што није дала кредит једној странки која је после скочила са моста.
- Џим и Џек, отац и син, полицајци, који су везани једно за друго сећањем на супругу, тј. мајку.
- Ленарт, лик који је био обучен у зеца и који је додатно закомпликовао ситуацију у стану.
- Роџер и Ана-Лена, муж и жена, дугогодишњи партнери у сређивању и препродаји станова.

## ДвадесетаНоћ књиге
За Ноћ књиге, манифестацију која се одржава у земљи и региону читаоци су највише куповали и нову књигу Фредрика Бакмана Пут до куће сваког јутра све је дужи, али и његове претходне романе Брит-Мари је била ту, Човек по имену Уве и Моја бака вам се извињава.